# Друже Тито ми ти се кунемо
Друже Тито ми ти се кунемо је назив неколико верзија песама посвећених Јосипу Брозу Титу, вођи партизанског покрета у Другом светском рату и доживотном председнику СФРЈ и СКЈ. Првобитна верзија песма је настала 1942. године на Козари, а после рата је настало још неколико верзија ове песме, од којих је најпознатија она у извођењу Здравка Чолића.
У периоду након Титове смрти, 1980. године, назив ове песме коришћен је као један од слогана политике Савеза комуниста Југославије, најчешће коришћен у облику — Друже Тито ми ти се кунемо, да са твога пута не скренемо.

## Настанак песме
Првобитна верзија песме Друже Тито ми ти се кунемо настала је 1942. године на Козари. У току непријатељске офанзиве на Козару, јула 1942. године, део становништва са Козаре усташе и Немци су интернирали у Славонију. Група жена се почетком октобра вратила из интернацију на Козару. Оне су тада обилазиле њиве и пашњаке и сакупљале дозрелу пшеницу, а међу пшеницом и посмртне остатке својих најближих, као и партизанских бораца. Перса Ристић из села Бјелајаца, код Босанске Дубице, тада је испевала песму:
Гроб до гроба у зелену житу,
Козара се заклињала Титу.
Друже Тито ми ти се кунемо,
да са твога пута не скренемо.
Песма је брзо била прихваћена на читавој Козари, а проширила се и читавом Босанском крајином, која је у јесен 1942. године била центар слободне партизанске територије у Југославији, познате као „Бихаћка република”. Од места до места, од бригаде до бригаде, песма је мењала свој облик задржавајући основни мотив — заклетву другу Титу. Такође, на неким подручјима Босанске крајине, песма је била забележена и у следећем облику — Кунемо се нашем другу Тити, да ћемо се до краја борити.
Због велике популарности песма је из рата изашла као партизанска народна песма, а посебно је на значају добила у време одржавања Петог конгреса Комунистичке партије Југославије, јула 1948. године, на коме се југословенско руководство супротставило притисцима из Совјетског Савеза. Због свог метафоричког стиха — Друже Тито ми ти се кунемо, да са твога пута не скренемо, песма је била коришћена као знак верности чланства КПЈ политици Јосипа Броза Тита и југословенског руководства.

## Касније верзије песме
Након завршетка Другог светског рата, композитор Никола Херцигоња, компоновао је музику за стихове песме Друже Тито ми ти се кунемо чији је текст гласио:
Друже Тито ми ти се кунемо,
ми ти се кунемо,
да са твога пута не скренемо,
пута не скренемо.
Ти си знамен правде и слободе,
правде и слободе,
нек’ нас напред твоје речи бодре,
твоје речи бодре.
Друже Тито то је наше хтење,
то је наше хтење,
твоја мис’о наше извршење,
наше извршење.
Ова „званична верзија” песме постала је веома популарна и била је извођена на многим културно-уметничким приредбама, као и свечаностима поводом Дана републике, 29. новембра, Дана армије, 22. децембра и других празника у СФРЈ. Такође, ова верзије песме извођења је и за време церемоније сахране Јосипа Броза Тита, 8. маја 1980. године у Београду. Поред „званичне верзије” постојало је још неколико незваничних верзија песме од којих је најпознатија:
Друже Тито, ми ти се кунемо
да са твога пута, не скрећемо
Друже Тито, наш маршале први,
ми смо тебе добили у крви.
Друже Тито јагодо из росе,
са тобом се народи поносе.
Након Титове смрти, маја 1980. године, Социјалистичком Федеративном Републиком Југославијом је завладало колективно Председништво СФРЈ, које се у великој мери ослањало на култ личности Јосипа Броза Тита, грађен за време његовог живота. Како би се створила слика о настављању Титове политике, руководство СКЈ и СФРЈ се најчешће користило слоганом И после Тита — Тито, али и тада већ добро познатим слоганом Друже Тито ми ти се кунемо, да са твога пута не скренемо. Натписи са овим паролама су током 1980-их година, често коришћени приликом разних свечаности или партијских скупова и конгреса, а неретко су постављани на зградама јавних институција, најчешће унутар касарни Југословенске народне армије.

## Најпознатија верзија песме
Године 1944. песникиња Мира Алечковић написала је песму Друже Тито ми ти се кунемо која гласи:
Године су прошле пуне мука.
гинуло се за слободу немо,
или с песмом умјесто јаука:
Друже Тито ми ти се кунемо.
Весеље се шири на све стране,
сад слободно по земљи идемо,
ал' велике памтићемо дане.
Друже Тито ми ти се кунемо.
Горд је свако на подвиге ове
и поносан - земљу што дижемо.
Машине ће затутњати нове,
друже Тито ми ти се кунемо.
Светлости ће свугде да се пале
хајде, реке родне да кренемо,
пропеваће и хидроцентрале,
друже Тито ми ти се кунемо.
Знањем стално пунићемо дане
све да знамо и све да умемо,
учићемо више него лане,
друже Тито ми ти се кунемо.
Празник с'лази на улице наше,
у облаке да летимо, смемо!
Наше пјесме зли нека се плаше:
Друже Тито ми ти се кунемо.
Крајем 1970-их година, Мирина песме Друже Тито ми ти се кунемо се у скраћеном издању појавила у извођењу певача Здравка Чолића након чега је доживела највећу популарност. Премијерно извођење ове песме било је 1977. године на Југословенском фестивалу револуционарне и родољубиве песме у Загребу и она је убрзо постала велики хит. Композитор песме је био Ђорђе Новковић, а аранжер Рајмон Руић и она гласи:
Године су прошле пуне мука.
гинуло се за слободу нијемо,
или с пјесмом умјесто јаука.
Друже Тито ми ти се кунемо.
Друже Тито ми ти се кунемо.
Друже Тито ми ти се кунемо.
Друже Тито ми ти се кунемо.
Весеље се шири на све стране,
сад слободно по земљи идемо,
ал' велике памтићемо дане,
Друже Тито ми ти се кунемо.
Друже Тито ми ти се кунемо.
Друже Тито ми ти се кунемо.
Друже Тито ми ти се кунемо.
Празник с'лази на улице наше,
у облаке да летимо смјело.
Наше пјесме зли нека се плаше.
Друже Тито ми ти се кунемо.
Друже Тито ми ти се кунемо.
Друже Тито ми ти се кунемо.
Друже Тито ми ти се кунемо.
Исте године, Здравко Чолић је учествовао на Традиционалној музичкој приредби ЈНА на којој је наступио са песмом Титовим путем, чији су аутори били — текстописац Михајло Вукадиновић, композитор и аранжер Ђело Јусић. Загребачки „Југотон” је 23. априла 1980. године, свега пар дана пре смрти Јосипа Броза Тита, издао на заједничкој сингл плочи  под називом „Друже Тито ми ти се кунемо”. Овај сингл доживео је веома велики успех и продат је у тада невероватних 300.000 примерака.
Иако га је ова песма, у великој мери прославила, Здравко Чолић је скоро никада није јавно изводио на својим концертима или наступима. Први и једини пут ову песму је на свом концерту извео октобра 1980. године у хали „Пионир” у Београду.
Године 1980. „Југотон” је издао још једну сингл плочу под називом „Друже Тито ми ти се кунемо”, на којој су се нашле песме — Друже Тито ми ти се кунемо (прва верзија), у извођењу хора Радио Телевизије Београд и Југославијо, у извођењу хора Радио Телевизије Загреб. Четири године касније, 1985. године, „Југотон” је компилацију песама под називом „Друже Тито ми ти се кунемо”, на којој се нашло 10 песама о Титу, међу којима и Друже Тито ми ти се кунемо у извођењу Здравка Чолића.
Године 2006. „ПГП РТС” је издао компилацију под називом „Иде Тито... 33 најлепше песме о Титу”, на којој су се нашле обе верзије песме Друже Тито ми ти се кунемо.